# Chlorophytum
Chlorophytum es un género con unas 200-220 especies de plantas perennes, perteneciente a la familia Agavaceae, nativo de las regiones tropicales y subtropicales de  África y Asia.

## Descripción
Los miembros de este género tienen alturas que van de los 10 a 60 cm, con rosetas de largas hojas (entre 15-75 cm de longitud y 0,5-2 cm de ancho), que surgen de un grueso rizoma carnoso. Las flores son pequeñas, normalmente blancas y se producen esparcidas en panículas que pueden alcanzar 120 cm de longitud. En algunas de las especies, estas panículas también producen hijuelos que enraízan al contacto con el suelo.

## Taxonomía
El género fue descrito por John Bellenden Ker Gawler  y publicado en Botanical Magazine 27: , t. 1071. 1807. La especie tipo es: Chlorophytum inornatum

## Algunas especies
- Chlorophytum amaniense
- Chlorophytum arundinaceum
- Chlorophytum bichetii
- Chlorophytum borivilianum - Nativa de la India, donde se utiliza como planta medicinal. Su valor medicinal proviene de sus saponínas que alcanzan el 17 % de su peso en seco. También se ha sugerido que tiene un principio activo afrodisíaco.[4]
- Chlorophytum capense
- Chlorophytum comosum - Nativa de Sudáfrica, es muy popular como planta ornamental, en especial la forma variegada.
- Chlorophytum heynei
- Chlorophytum hoffmannii
- Chlorophytum inornatum
- Chlorophytum macrophyllum
- Chlorophytum nepalense †
- Chlorophytum orchidastrum[5]